# アポロ14号
アポロ14号はアメリカ合衆国のアポロ計画における8度目の有人宇宙飛行機である。史上3度目となる月面着陸を行った。「H計画」と呼ばれる、二日間にわたる月面滞在をしてその間に船外活動などを行う飛行はこれが最後のものとなった。
アラン・シェパード (Alan Shepard) 船長、スチュアート・ルーサ (Stuart Roosa) 司令船操縦士、エドガー・ミッチェル (Edgar Mitchell) 月着陸船操縦士の三飛行士を乗せたサターン5型ロケットは1971年1月31日、予定時刻よりも40分02秒遅れて午後4時04分02秒に、ケネディ宇宙センターから9日間の飛行に向けて打ち上げられた。発射時間がずらされたのは悪天候によるもので、このような遅延が生じたのはアポロ計画で初めてのことだった。シェパードとミッチェルは2月5日、フラ・マウロ丘陵 (Fra Mauro formation) に着陸した。ここは失敗に終わったアポロ13号の着陸予定地点であった。二回にわたる船外活動では42kg (93ポンド) の岩石が採集され、地震の観測などを含むいくつかの科学実験が行われた。またシェパードは地球からゴルフクラブを持っていき、ゴルフボールを2球打った。月面滞在時間は33時間で、そのうち船外活動に費やしたのは9.5時間であった。
両飛行士が月面に滞在している間、ルーサ飛行士は司令船「キティ・ホーク」で月周回軌道に残って科学実験を行い、さらに今後予定されているアポロ16号の着陸地点などを含む月面の写真撮影を行った。また彼は数百個の植物の種を宇宙に持って行った。それらの多くは後に発芽し、「月の木」と呼ばれて各地に植樹された。三飛行士は2月9日、太平洋に帰還した。

## 搭乗員
| 地位           | 飛行士                                                 | 飛行士                                                 |
| -------------- | ------------------------------------------------------ | ------------------------------------------------------ |
| 船長           | アラン・シェパード (Alan Shepard) 二回目の宇宙飛行     | アラン・シェパード (Alan Shepard) 二回目の宇宙飛行     |
| 司令船操縦士   | スチュアート・ルーサ (Stuart Roosa) 一回目の宇宙飛行   | スチュアート・ルーサ (Stuart Roosa) 一回目の宇宙飛行   |
| 月着陸船操縦士 | エドガー・ミッチェル (Edgar Mitchell) 一回目の宇宙飛行 | エドガー・ミッチェル (Edgar Mitchell) 一回目の宇宙飛行 |

14号で飛行した当時、シェパードはアメリカで最年長の宇宙飛行士だった。またマーキュリー計画で選ばれたアメリカ初の7人の宇宙飛行士、いわゆる「マーキュリー・セブン」の中で唯一月に行ったのも彼だった。マーキュリー・セブンの中のもう一人の生き残りであるゴードン・クーパー (Gordon Cooper) はアポロ10号の予備搭乗員の船長に一時的に任命されたが、作家のアンドリュー・チェイキン (Andrew Chaikin) によれば、クーパーの訓練に対するいい加減な態度やNASA内部での階級における諸問題 (すべてはマーキュリー・アトラス9号におけるクーパーの飛行に遡る) により、計画から退けられた。
またこの飛行はシェパードにとって、自らの苦難の克服の集大成となるものでもあった。シェパードはメニエール病を患い、それが原因で1964年から1968年まで地上勤務を命ぜられていた。シェパードと二人の同僚たちは元々は13号で飛行する予定だったが、NASAは1969年に13号と14号のスケジュールを入れ替えた。これは4年間も地上勤務をしていたシェパードに対し、十分な訓練時間を与えるためだった。
なお2024年時点で、3人の搭乗員とも既に亡くなっており、ルーサは1994年に膵炎で、シェパードは1998年に白血病で逝去、最後のミッチェルも2016年2月に85歳で亡くなった。

### 予備搭乗員
| 地位 | 飛行士                              | 飛行士                              |
| --- | ----------------------------------- | ----------------------------------- |
| 船長 | ユージン・サーナン (Eugene Cernan)  | ユージン・サーナン (Eugene Cernan)  |
| 司令船操縦士 | ロナルド・エヴァンス (Ronald Evans) | ロナルド・エヴァンス (Ronald Evans) |
| 月着陸船操縦士 | ジョー・アングル (Joe Engle)        | ジョー・アングル (Joe Engle)        |
| この予備搭乗員たちはアポロ17号で本搭乗員となったが、アングルのみ ハリソン・シュミット (Harrison Schmitt) と交代した。 |                                     |                                     |

### 支援飛行士
- フィリップ・K・チャップマン (Philip K. Chapman)
- ブルース・マッカンドレス2世 (Bruce McCandless II)
- ウイリアム・ポーグ (William R. Pogue)
- C・ゴードン・フラートン (C. Gordon Fullerton)

### 飛行主任
- ピート・フランク (Pete Frank)、オレンジチーム主任
- グリン・ランネイ (Glynn Lunney)、黒チーム主任
- ミルトン・ウィンドラー (Milton Windler)、栗色チーム主任
- ジェラルド・グリフィン (Gerald D. Griffin)、金色チーム主任

## 諸数値
- 質量：司令・機械船29,240kg、月着陸船15,264kg
- 近地点：183.2km
- 遠地点：188.9km
- 軌道傾斜角：31.12°
- 軌道周回周期：88.18分

- 近月点：108.2km
- 遠月点：314.1km
- 軌道傾斜角 (月に対して)：°
- 軌道周回周期 (月に対して)：120分
- 着水点：3.64530° S – 17.47136° W または
南緯3度38分43秒08、西経17度28分16秒90

### 着陸船-司令・機械船ドッキング
- ドッキング切り離し:：1971年2月5日 04時50分43秒 (UTC)
- 再ドッキング：1971年2月6日20時35分42秒 (UTC)

### 船外活動
第1回船外活動
- 開始時間：1971年2月5日 14:42:13UTC
- シェパード – 第1回船外活動
- 活動開始：14:54 UTC
- 着陸船帰還：19:22 UTC

- ミッチェル – EVA 1
- 活動開始：14:58 UTC
- 着陸船帰還：19:18 UTC

- 第1回船外活動終了：2月5日 19:30:50UTC
  - 活動時間：4時間47分50秒

第2回船外活動
- 開始時間：1971年2月6日 08:11:15UTC
- シェパード – 第2回船外活動
- 活動開始：08:16UTC
- 着陸船帰還：12:38UTC

- ミッチェル – 第2回船外活動
- 活動開始：08:23UTC
- 着陸船帰還：12:28UTC

- 第2回船外活動終了：2月6日 12:45:56UTC
  - 活動時間：4時間34分41秒

## 主要な任務

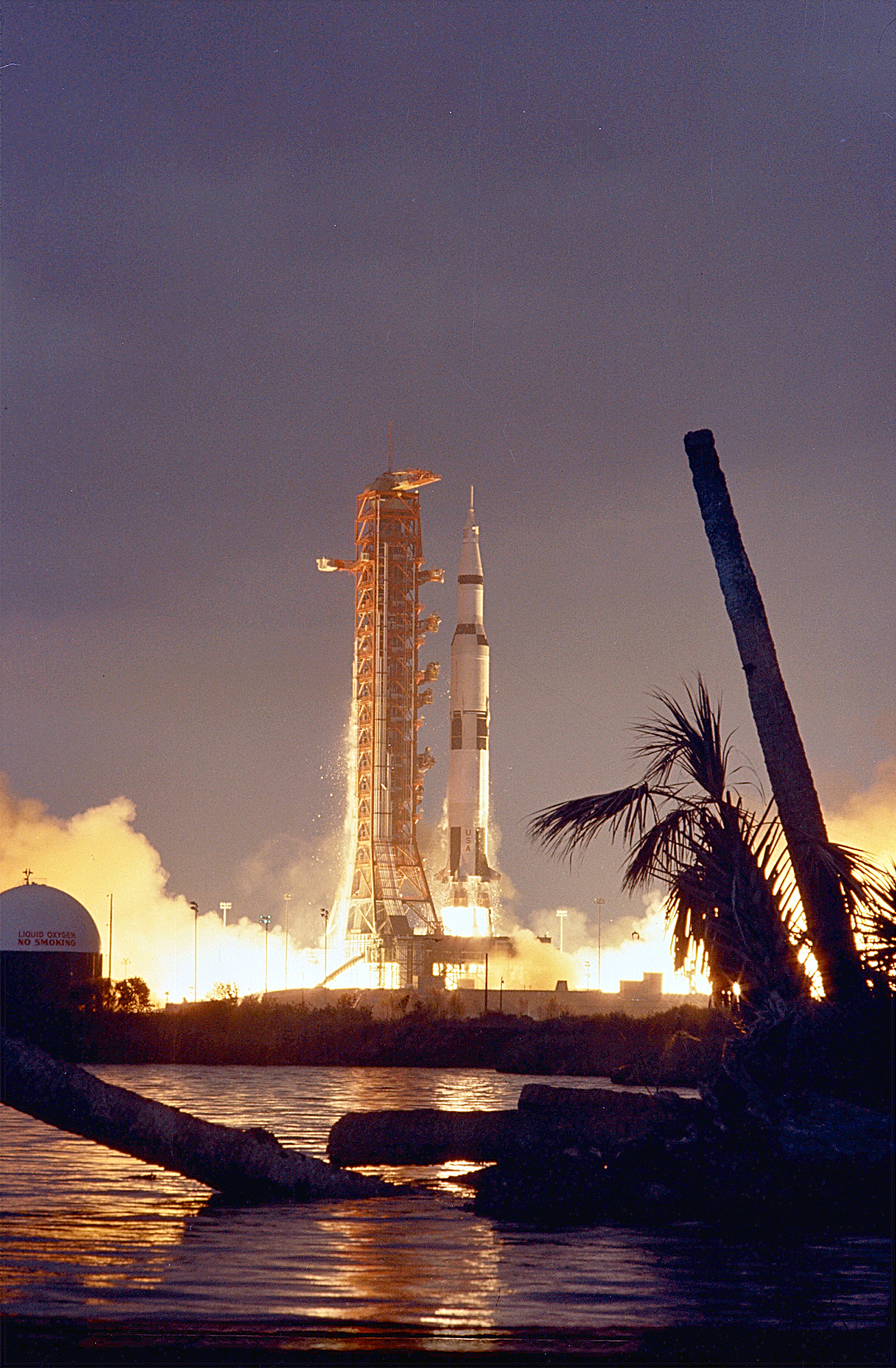
アポロ14号の発射

### 発射から月周回軌道まで
14号の発射当日はケネディ宇宙センター周辺は厚い雲に覆われ視界は急速に悪化したが、発射場から60マイル (96.6km) 南方のヴェロ・ビーチ (Vero Beach) に設置された望遠カメラは発射後の鮮明な画像をとらえていた。打ち上げ終了後、スピロ・アグニュー (Spiro Agnew) 副大統領と、スペイン国王フアン・カルロス1世およびその妻ソフィア王妃が管制室を表敬訪問した。
アポロ司令・機械船「キティ・ホーク」と着陸船「アンタレス」は、はじめなかなかドッキングすることができなかった。ドッキングの試みは1時間42分にわたって続き、最終的にルーサが推進装置を使ってキティ・ホークをアンタレスに「押し込み」、何とか留め金をかけることができた。この後はドッキングの作業でトラブルが発生することはなかった。

### 月面への降下
月周回軌道上で司令船から切り離された後も、着陸船アンタレスには二つの大きな問題が発生した。一つは着陸船のコンピューターが、故障したスイッチから着陸の緊急停止の信号を受けたことであった。NASAはこの問題は、ハンダづけの玉が欠け落ちスイッチや接触の間を漂って回路を遮断し、コンピューターに誤った信号を送ったのが原因であると確信していた。とりあえずの解決法は、計器盤の問題のスイッチの横の部分を叩くことだった。これは一瞬効果があったが、すぐにまた回路が閉じてしまった。もし降下用ロケットエンジンを噴射している最中にまたこの問題が発生したら、コンピューターはこの信号が本物であると判断して下降段を切り離し、上昇段のエンジンを噴射してアンタレスは周回軌道に戻ってしまうかもしれない。NASAとマサチューセッツ工科大学のソフトウェア開発担当チームが急遽会合を開いた結果、解決方法はコンピューターに信号を無視するようプログラムを入力するしかないとの結論に達した。管制センターからパッチ (修正プログラム) が口頭で伝えられ、ミッチェルはそれをテンキーを80回以上叩きながら入力し、何とか時間ぎりぎりに間に合わせることができた。
二つ目の問題は、エンジンを噴射しながら降下している最中に発生した。着陸船の高度測定用レーダーを月の表面に向けて自動的に固定することができなくなり、高度や対地速度など重要な情報がコンピューターに送られなくなったのである (これは先のプログラム修正の影響ではなかった。後の分析では、レーダー操作に関するバグが原因ではないかとされている)。その後飛行士がレーダーのブレーカーのスイッチを回してみると、機器が復活して高度はおよそ1,800フィート (550メートル) であるとの信号が得られた。またもや時間ぎりぎりだった。シェパードはその後手動でアンタレスを操縦し、目標地点に降ろした。着陸地点は合計6回行われたアポロ月面着陸の中で、最も正確なものだった。ミッチェル飛行士はもしレーダーが作動しなくてもシェパードは船内の誘導装置を使い、目視で着陸を続行していただろうと信じていたが、後にデータを検証した結果によれば内部の誘導装置は単独では使用することはできず、もしレーダーなしで降下を続けていれば彼らは着陸を断念して緊急脱出する結果になっていただろうとされた。

### 月面での活動

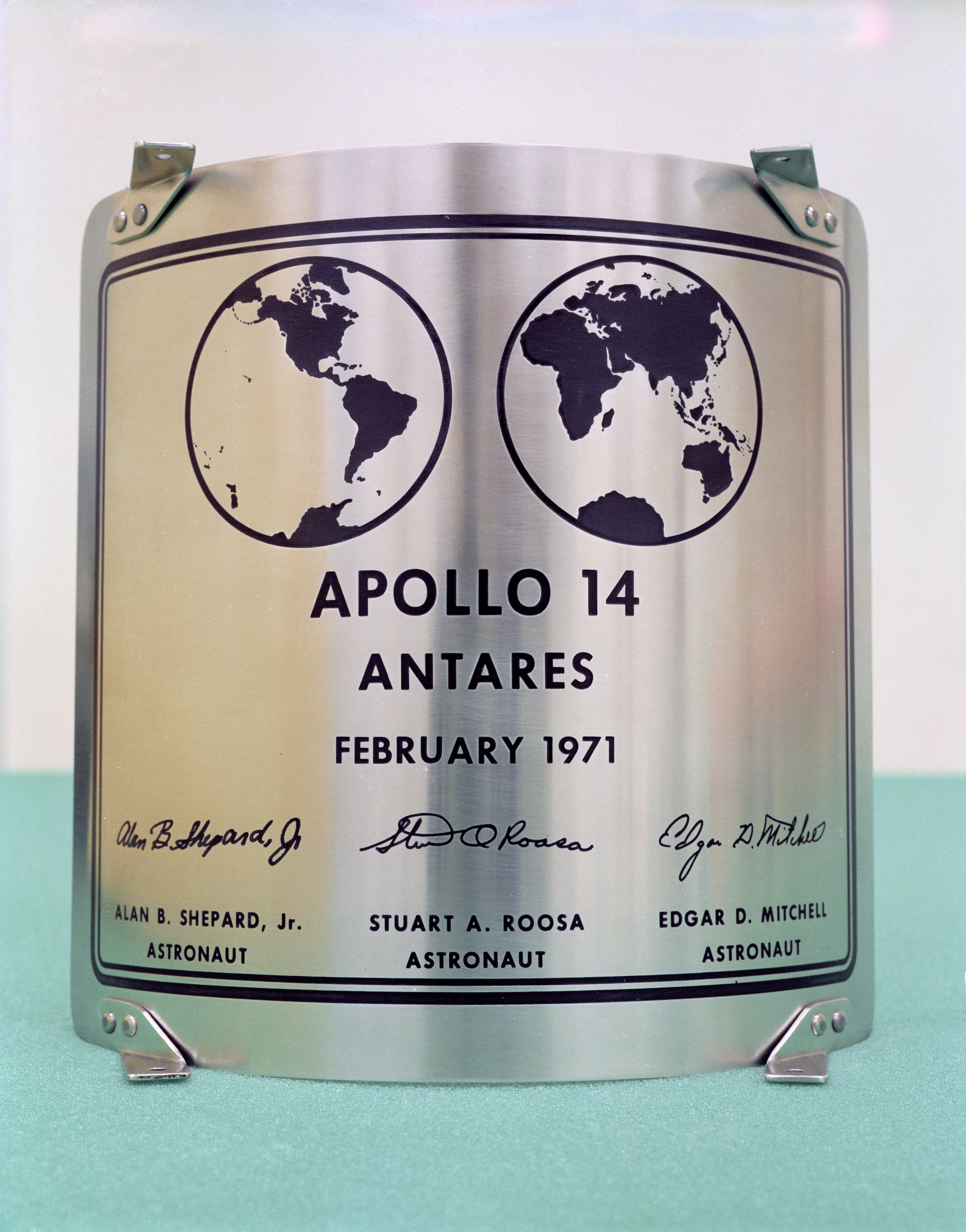
月に残された14号の銘板

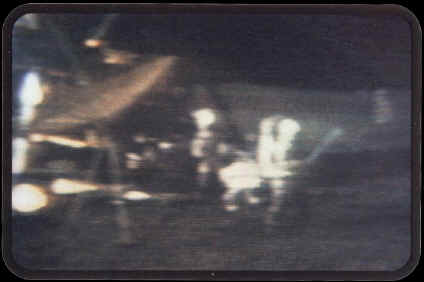
月面からのテレビ中継の画像。シェパードが2度にわたりゴルフボールを打っている。

シェパードとミッチェルは、着陸地点を「フラ・マウロ基地」と命名した。これは国際天文学連合にも承認され、月面地図にはラテン語で「Statio Fra Mauro」と書かれている。
月面に降り立ったときのシェパードの第一声は、「長い道のりだったが、我々はここにいる (And it's been a long way, but we're here.)」だった。11号のアームストロングや12号のコンラッドとは違い、彼がこの発言をしたのはすでに月面に足を踏み下ろして着陸船から数メートル離れたときのことだった。

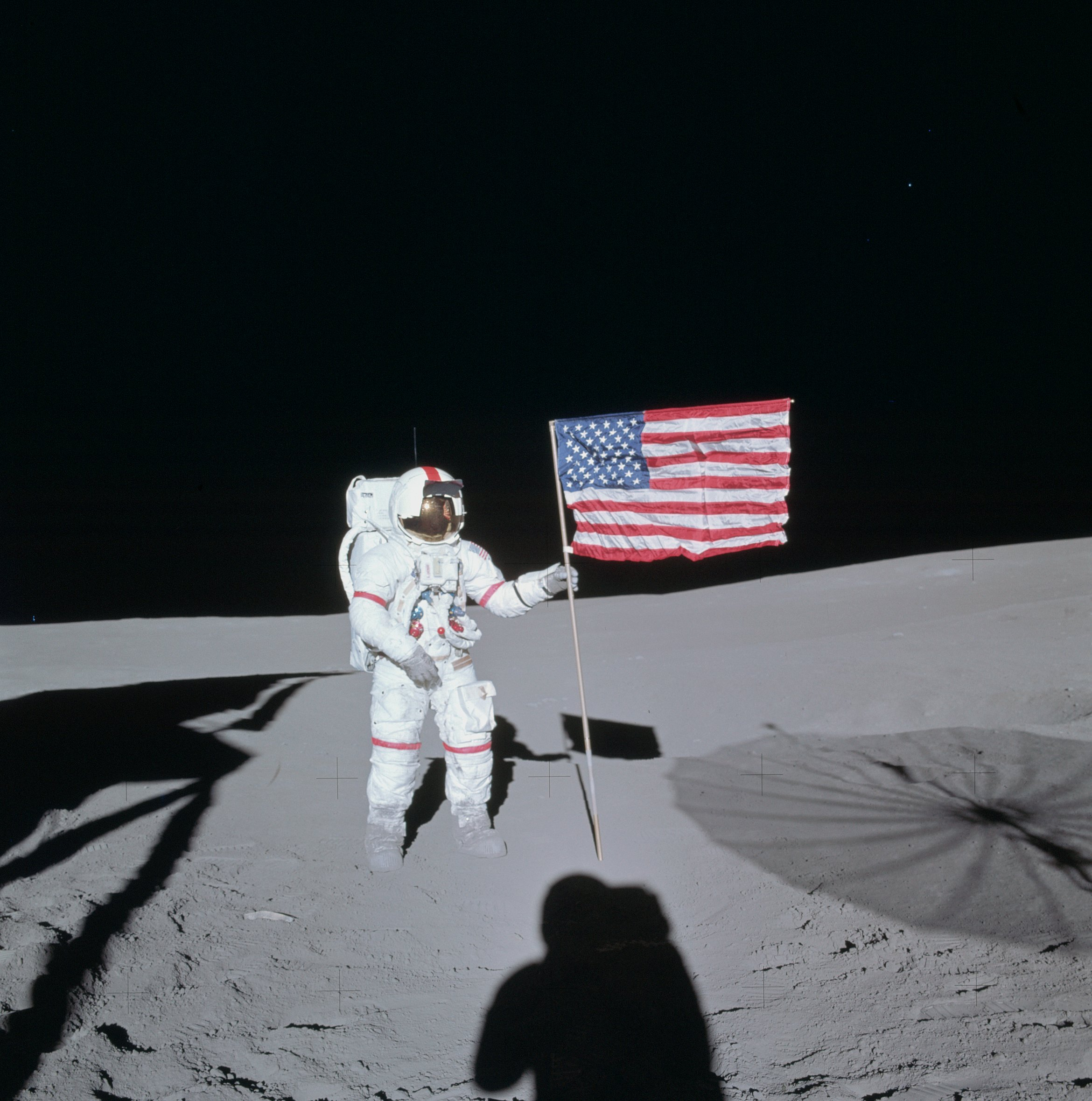
月面上のシェパード。宇宙服の袖と膝の部分には、ミッチェルと区別するための赤い線が書かれている。

シェパードの宇宙服には、袖と膝およびヘルメットの部分に赤い線が書かれていた。これは月面上で船長と着陸船操縦士を区別できるようにするための措置だった。11号では月面での活動時間が短く、それほど多くの写真を撮ることはできなかったため特に問題は発生しなかった。これに対し時間的に余裕があった12号では月面で作業する際の写真が数多く撮られたのだが、二人の飛行士の宇宙服は全身が真っ白だったため後になって写真で両名を区別するのはきわめて困難になり、大きな混乱を招くことになった。13号でもこの措置は取られていたが計画が失敗して月面着陸ができなかったため、14号がこの宇宙服を使用する最初の例となった。この措置はその後のアポロ計画でも継続して採用され、さらにスペースシャトルや現在の国際宇宙ステーションでも、アメリカやロシアの宇宙服で同じように赤い線が入った宇宙服が使用されている。
13号の着陸予定地点だったフラ・マウロ丘陵に到着した後、シェパードとミッチェルは2回の船外活動を行った。今回は「アポロ月面実験装置群 (Apollo Lunar Surface Experiments Package, ALSEP)」と呼ばれる調査機器に新たに地震観測計が加えられ、さらに機器や採集したサンプルを運ぶために手押し式の「機器運搬車」(月面人力車とも呼ばれている) が使用された。
一方、司令船キティ・ホークで軌道上を周回しているルーサは月面の写真を撮影していた。
第2回目の船外活動の目的は、直径1,000フィート (300メートル) のコーン (Cone) クレーターの縁(ふち) まで行くことだったが、飛行士たちはクレーターの丸い地形の中で縁を見つけ出すことができなかった。後に彼らが撮影した写真を分析したところ、彼らは縁からクレーターの内部65フィート (20メートル) まで入っていたことが分かった。さらにずっと後になってルナー・リコネサンス・オービター (Lunar Reconnaissance Orbiter, LRO) が撮影した画像で確認すると、飛行士の足跡と月面車の轍はクレーターの縁の30メートル以内にまで近づいていた。
シェパードとミッチェルは様々な科学実験を行い、100ポンド (45kg) におよぶサンプルを地球に持ち帰った。他に14号が達成したことについては、以下のようなものがある。(1)月面運搬車を唯一使用した。(2)月面を徒歩により最長距離を移動した。(3)着陸船と司令船の、最短軌道でのランデブーを初めて行った。(4)司令船が単独で月上空を周回している間、初めて広範囲にわたる科学的観測が行われた。
彼らはあまり科学とは関係のないことも行った。シェパードは6番アイアンのヘッドを密かに持っていき、月面でゴルフボールを2球打った。このヘッドは岩石の採集作業をするときの道具の先に取りつけられるように工夫されたものだったが、宇宙服の自由度には制限があったため片手でのスイングしかできなかった。2球目を打ったとき、シェパードは「(月の重力が小さいために) 何マイルも何マイルも何マイルも先に飛んで行ったぞ」と言ったが、後の分析では飛距離は200から400ヤード (180～370メートル) ほどであっただろうとされている。またミッチェルは、岩石採集用のシャベルをやり投げのように投擲してみた。皮肉にも前回のアポロ13号の事故により再び世間の月面探査への興味が高まった事で、14号では月面からのテレビ中継が復活してこれらの活動の様子がテレビで放映された。

### 帰還、着水と検疫隔離

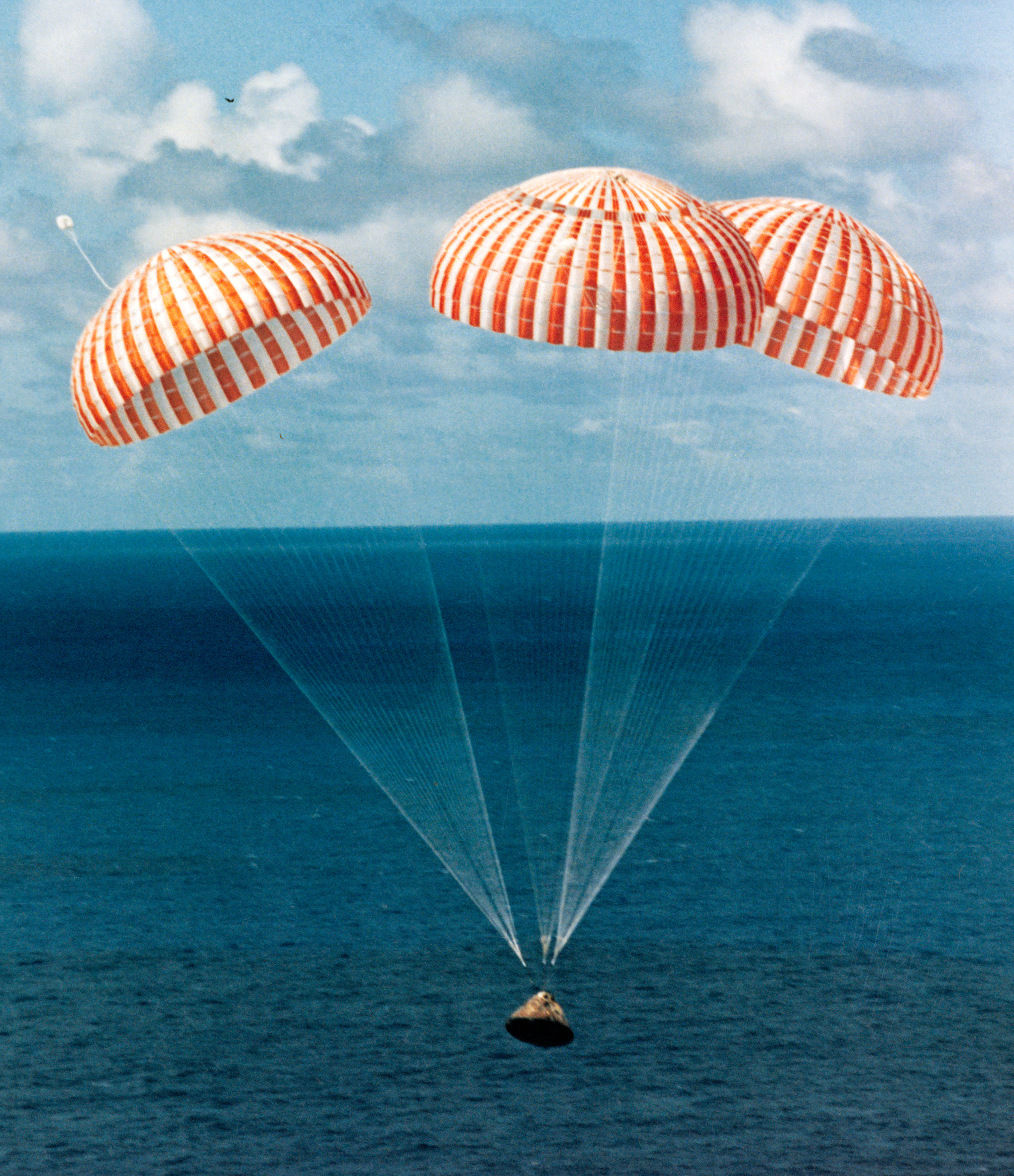
14号の帰還

帰還の途中、飛行士は宇宙で初めて材料加工実験を行った。
司令船キティ・ホークは1971年2月9日21時05分 (UTC)、アメリカ領サモア南方約760海里 (1,410km) に着水した。ヘリコプター揚陸艦USSニューオリンズに回収された後は式典のためにサモア諸島タフナ (Tafuna) のパゴパゴ国際空港に送られ、その後はC-141輸送機でホノルルに送還された。帰還後しばらくの間検疫のために隔離されたが、この措置が取られたのは14号が最後だった。

#### 月の木
青年時代に林業をしていたことがあるルーサは、数百個の種を宇宙に持って行った。それらは地球に帰還した後に発芽し、「月の木」と呼ばれて世界中に配布された。
追跡調査は行われていなかったが、1996年に問い合わせを受けて既知の分のデータベースを作成したが、すべては把握しきれてはいない。スイスやブラジル、日本の裕仁昭和天皇へ献上されたりなどで、世界各地に植樹されているが、判明している約110本のうち30本は数十年で枯れていた。

## 計画の記章

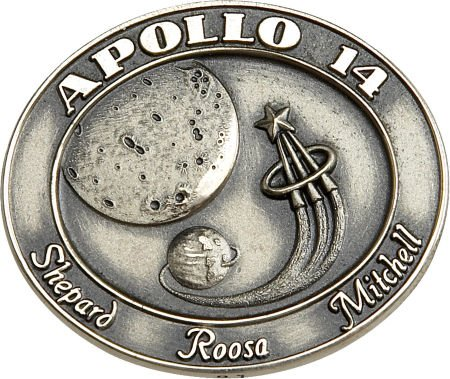
14号の記念メダル

楕円形の記章は、地球から月を巡る最初の飛行を成し遂げたアメリカの宇宙飛行士たちに与えられる、NASAの襟章を表している。全体を囲む金色の帯の中には、計画名と飛行士の名前が記されている。記章のデザインをしたのはジーン・ビューリュー (Jean Beaulieu) であった。
予備搭乗員たちは、シェパードたちをルーニー・テューンズのアニメに登場してくるキャラクターになぞらえた偽物の記章を作っていた。その中では最年長の47歳で月に行ったシェパードが「灰色ヒゲ (gray-bearded)」、ずんぐりした体型だったミッチェルが「太鼓腹 (pot-bellied)」、赤毛だったルーサが「赤毛 (red furred)」というキャラクターにされ、月面には 星条旗と「一番乗り (1st Team)」と書かれた旗を持つロード・ランナー (予備搭乗員たちを表す) が彼らを出し抜いてすでに到着していた。さらに計画名にはロード・ランナーがいつも発している「Beep! Beep! (ミッミッ)」という擬声が書かれ、飛行士の名前は予備搭乗員たちのものにされているという手の込んだものであった。予備搭乗員たちはこれを司令船や着陸船の中に何枚も紛れ込ませておいたため、シェパードたちは飛行中にノートやロッカーを開けるたびにこの記章を見つけ出すことになった。さらに月面運搬車の表面には、べったりと貼られてあった。

## 宇宙船の現在の状態

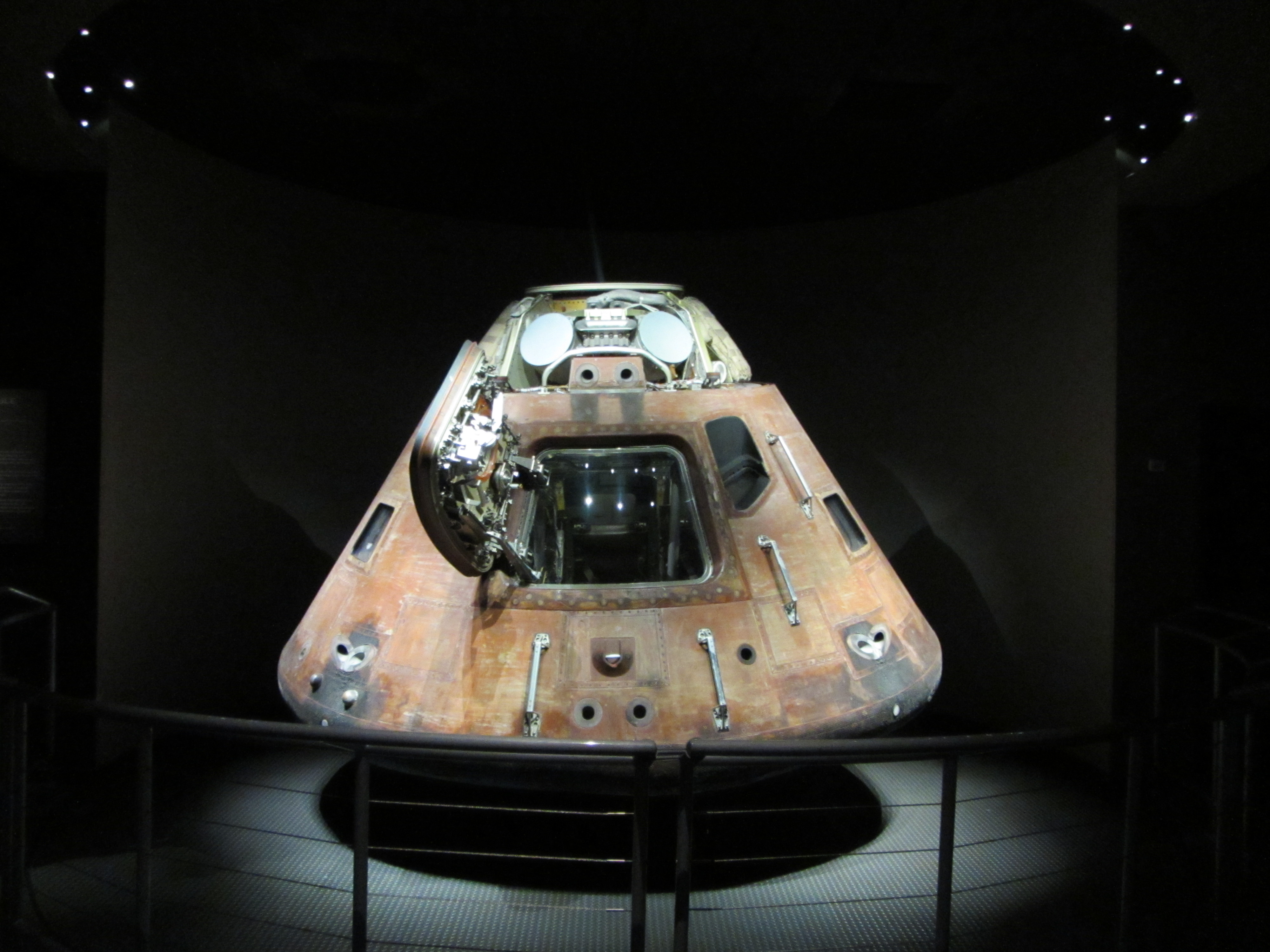
ケネディー宇宙センターに展示されているアポロ14号司令船

司令船キティ・ホークはフロリダ州 タイタスビルの宇宙飛行士栄誉殿堂に数年間展示された後、ケネディ宇宙センターの展示館に移送された。
着陸船アンタレスの上昇段は1971年2月7日 00時45分25秒07 (米東部標準時19時45分) に、月面上南緯3度25分 西経19度40分 / 南緯3.42度 西経19.67度に激突した。下降段と観測機器は南緯3度39分 西経17度28分 / 南緯3.65度 西経17.47度のフラ・マウロ丘陵に現存している。
2009年7月17日、ルナー・リコネサンス・オービター (LRO) が撮影した月面の写真が公開された。この中でフラ・マウロを撮影したものは光線の角度が最適だったため、アポロ計画で月面に残された機器が最もよく確認できた。2011年、LROは再び着陸地点に戻り、今度はさらに低い高度でより高解像度の写真を撮影した。

## 写真
- 月面に足を踏み下ろすミッチェル飛行士
- 月面に星条旗を立てるシェパードとミッチェル

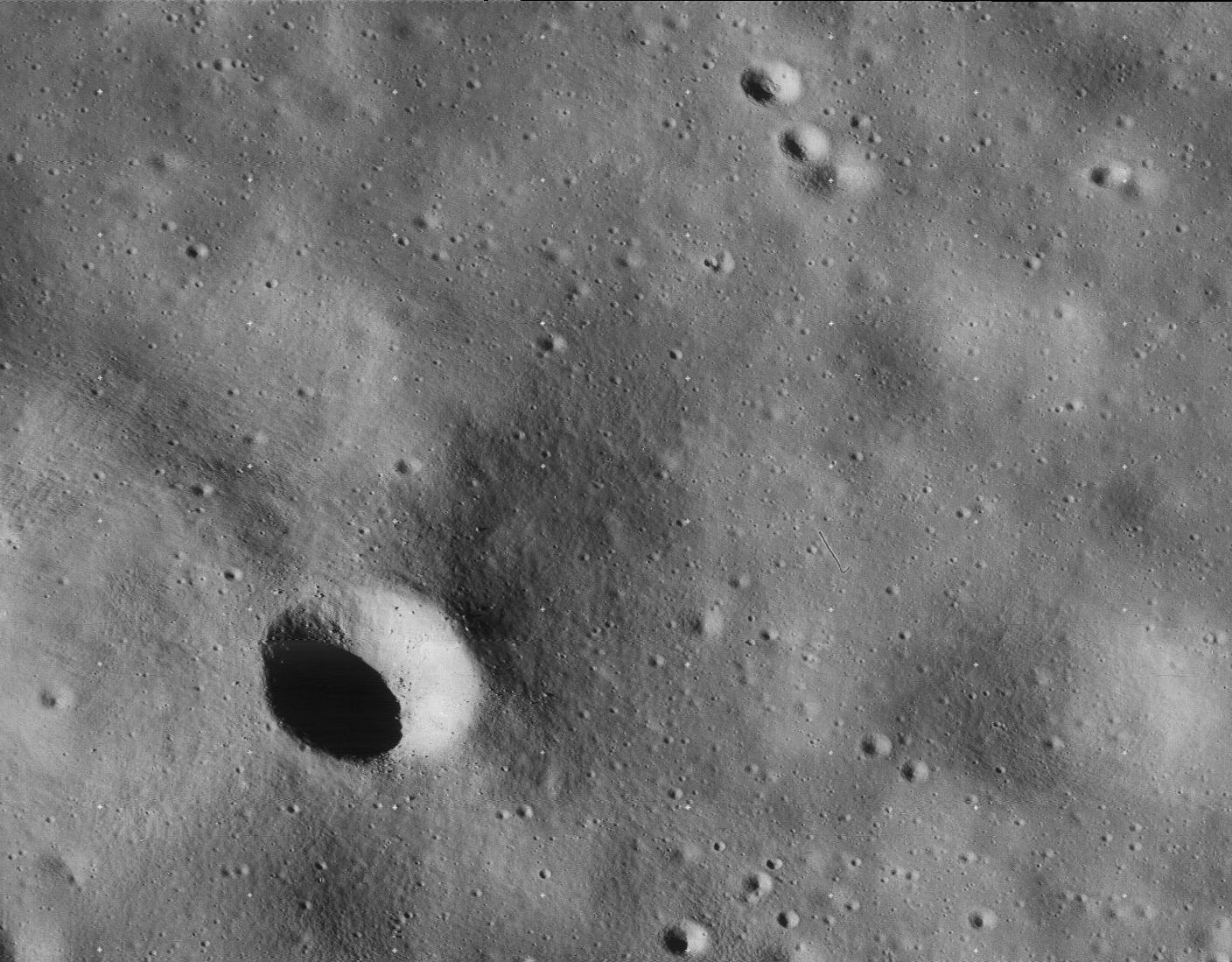
1967年にルナ・オービター3号が撮影した画像を飛行計画のため再加工したもの。画像は南側を向いてやや斜めから撮影されており、太陽光線は左側 (東) から34度の角度で差し込んでいる。
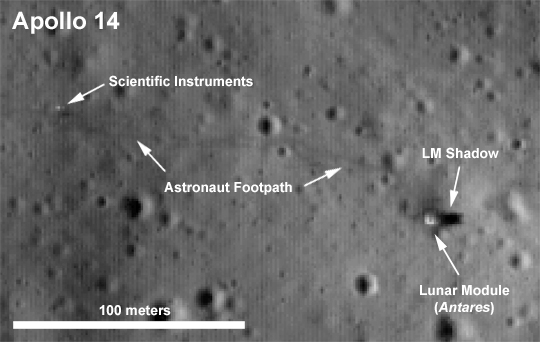
LROが撮影した14号の着陸地点
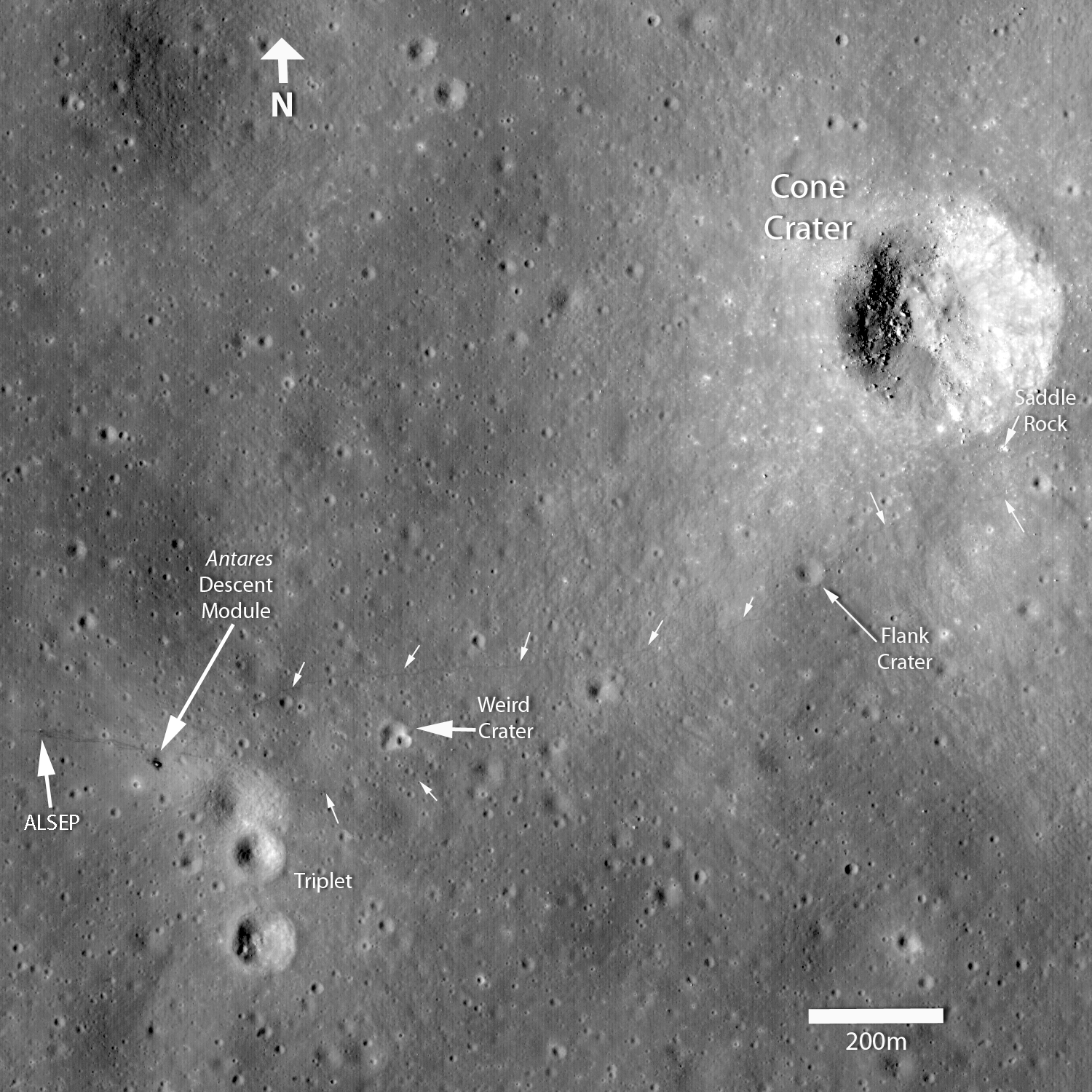
LROが後に撮影した着陸地点

## 参照
1. ↑  Wheeler, Robin (2009年). “Apollo lunar landing launch window: The controlling factors and constraints”. Apollo Flight Journal.   NASA. 2009年4月2日時点のオリジナルよりアーカイブ。2013年7月17日閲覧。
2. ↑  Rincon, Paul (2011年2月3日). “Apollo 14 Moon shot: Alan Shepard 'told he was too old'”. London: BBC News.  オリジナルの2011年2月4日時点におけるアーカイブ。 2011年2月3日閲覧。
3. ↑  “1971 Year in Review: Apollo 14 and 15”. UPI.com.  United Press International (1971年). 2009年5月3日閲覧。
4. ↑  Chaikin 2009
5. ↑  von Braun, Wernher (July 1972). “Space Suits—from Pressurized Prison to Mini-Spacecraft”. Popular Science:  121 2013年7月17日閲覧。.
6. ↑  Brzostowski and Brzostowski, pp 414-416
7. ↑  Lawrence, Samuel (2009年8月19日). “Trail of Discovery at Fra Mauro”. Featured Images.  Tempe, Arizona:  LROC News System. 2013年7月17日閲覧。
8. ↑  Williams, David R. (2009年7月28日). “The 'Moon Trees'”. Goddard Space Flight Center.   NASA. 2013年7月17日閲覧。
9. ↑  “The Moon Trees”. nssdc.gsfc.nasa.gov. 2024年5月6日閲覧。
10. ↑  “Moon tree” (英語). www.britannica.com. 2024年5月6日閲覧。
11. ↑  “Back-up-Crew Patch”. Apollo 14 Lunar Surface Journal.   NASA (2005年). 2013年7月17日閲覧。 Image of backup crew patch.
12. ↑  “Down the Ladder for EVA-1”. Apollo 14 Lunar Surface Journal.   NASA (1995年). 2013年7月17日閲覧。
13. ↑  “NASA Spacecraft Images Offer Sharper Views of Apollo Landing Sites”.   NASA (2011年9月6日). 2013年7月17日閲覧。